# Trận Ramla (1101)
Trận Ramla lần thứ nhất, diễn ra vào ngày 7 tháng 9 năm 1101, là một phần trong loạt các cuộc đối đầu giữa Thập tự chinh Vương quốc Jerusalem và Vương triều Fatimid của Ai Cập. Trận chiến này là một trong ba cuộc đụng độ lớn tại Ramla, một thị trấn chiến lược nằm trên con đường từ Jerusalem đến Ascalon. Ascalon, thành trì lớn nhất của Fatimid ở Palestine, là cơ sở quan trọng từ đó tể tướng Al-Afdal Shahanshah của Fatimid phát động các chiến dịch quân sự hàng năm chống lại vương quốc Thập tự chinh từ năm 1099 đến 1107.
Trong trận chiến này, Vua Baldwin I thành Jerusalem phải đối mặt với một đội quân Fatimid lớn hơn nhiều do thống đốc Ascalon chỉ huy. Mặc dù bị áp đảo về số lượng, lực lượng Baldwin đã giành chiến thắng quyết định, chủ yếu nhờ vào sự khéo léo trong chiến thuật và tính kỷ luật quân đội Thập tự chinh. Chiến thắng này đã giúp củng cố sự kiểm soát Thập tự quân đối với khu vực, mặc dù Ascalon vẫn nằm trong tay Fatimid cho đến sau này trong thế kỷ 12.
Trận Ramla lần thứ nhất rất quan trọng đối với Thập tự quân, thể hiện khả năng chống chọi kiên cường trước các lực lượng Fatimid mạnh mẽ và củng cố sự hiện diện Vương quốc Jerusalem trong khu vực, dù phải đối mặt với những nỗ lực liên tục từ Fatimid nhằm giành lại lãnh thổ.

## Trận đánh
Lực lượng Thập tự chinh do Vua Baldwin I thành Jerusalem chỉ huy đã đối đầu với một đội quân Ai Cập lớn hơn rất nhiều dưới sự lãnh đạo của Saad el-Dawleh, cựu thống đốc Beirut. Quân đội Baldwin rất nhỏ, chỉ bao gồm 260 hiệp sĩ và 900 bộ binh, khiến ông rơi vào tình thế bất lợi nghiêm trọng về số lượng so với quân đội Ai Cập. Trong khi nhà sử học thời trung cổ Fulcher xứ Chartres ước tính quân đội Ai Cập có 32.000 người, các nhà sử học hiện đại đưa ra con số thận trọng hơn, từ 3.000 đến 5.000 người.
Khi hai lực lượng giao chiến, Baldwin bố trí quân đội Thập Tự thành sáu đội hình, cá nhân ông chỉ huy lực lượng dự bị. Giai đoạn đầu trận chiến vô cùng tàn khốc đối với quân Thập tự chinh. Hai đội hình đầu tiên bị tiêu diệt hoàn toàn, và quân tiên phong chịu tổn thất nặng nề, trong đó quý tộc Geldemar Carpinel tử trận. Tình hình quân Thập tự chinh dường như tuyệt vọng khi quân Ai Cập gia tăng sức ép và khiến một phần quân đội Thập Tự phải tháo chạy.
Tuy nhiên, Baldwin đã xoay chuyển tình thế. Khi quân Ai Cập truy đuổi các đơn vị đang tháo chạy, Baldwin ra lệnh phản công bằng lực lượng dự bị của mình. Trong cuộc chiến giáp lá cà khốc liệt, quân Thập tự chinh đã phá vỡ hàng ngũ quân Ai Cập, gây hoảng loạn và rối loạn trong hàng ngũ quân Ai Cập. Lực lượng Fatimid bắt đầu rút lui về Ascalon, và quân Baldwin truy đuổi, gây thêm thương vong. Sau đó, Baldwin quay lại Ramla và cướp bóc trại quân Ai Cập bị bỏ lại.
Trận chiến này giúp bảo vệ Jerusalem khỏi các cuộc tấn công tiếp theo từ Fatimid trong suốt mùa chiến dịch còn lại. Fulcher xứ Chartres ghi lại rằng quân Ai Cập đã mất khoảng 5.000 người, bao gồm cả tướng Saad al-Daulah, mặc dù quân Thập tự chinh cũng chịu tổn thất nặng nề, với 80 hiệp sĩ và nhiều binh sĩ bộ binh bị giết. Dù thiệt hại nặng nề, chiến thắng này đã củng cố quyền kiểm soát của Baldwin đối với Thập tự chinh Vương quốc Jerusalem và ngăn chặn nỗ lực của Fatimid nhằm giành lại khu vực này.

## Hệ quả
Sau Trận Ramla lần thứ nhất, tình hình vẫn còn hỗn loạn, và kết quả của trận chiến gần như đã trở thành thảm họa đối với quân Thập tự chinh. Trong khi tàn quân Fatimid rút lui về pháo đài Ascalon, những tàn dư quân tiên phong Thập tự chinh, vốn đã bị nghiền nát trước đó trong trận chiến, đã chạy trốn đến thành phố cảng Jaffa. Sự hoảng loạn lớn đến mức khoảng 500 binh sĩ Fatimid đã tiến đến tường thành Jaffa, nơi những người sống sót quân Thập tự chinh, tin rằng Vua Baldwin I và Thập Tự quân đã bị tiêu diệt, báo tin cho Hoàng hậu Arda, vợ của Baldwin, về vua Baldwin I được cho là đã tử trận.
Đáp lại, một bức thư khẩn cấp đã được gửi đến Antioch để yêu cầu hỗ trợ từ Tancred, người đang làm nhiếp chính xứ Antioch do Bohemond vắng mặt. Mặc dù có sự hoảng loạn, Jaffa không đầu hàng trước người Ai Cập, và tình hình đã thay đổi đầy kịch tính khi Baldwin quay trở lại với chiến thắng vào ngày hôm sau. Việc sống sót và chiến thắng bất ngờ của Baldwin đã khiến những lực lượng Ai Cập còn lại phải rút lui hoàn toàn, và họ tan rã mà không có thêm cuộc xung đột nào.
Mặc dù Baldwin giành được chiến thắng quan trọng, thành Ascalon vẫn nằm dưới sự kiểm soát của người Ai Cập, và điều này trở thành mối đe dọa kéo dài đối với Thập tự chinh Vương quốc Jerusalem. Sai lầm Baldwin vào năm sau, trong Trận Ramla lần thứ hai (1102), đã dẫn đến một thất bại gần như thảm khốc trước quân Fatimid. Các trận đánh liên tục với Vương triều Fatimid cho thấy sự hiện diện bấp bênh Thập tự chinh ở Thánh địa và mối đe dọa dai dẳng từ Ascalon.

## Quân đội Fatimid
Quân đội Fatimid vào đầu thế kỷ 12, bao gồm các đội quân đã chiến đấu trong các trận Ramla, được tổ chức xoay quanh lực lượng cung thủ người Sudan và kỵ binh Ả Rập và Berber. Các cung thủ bộ binh này, khi đứng tại chỗ, dễ bị tấn công bởi các đợt xung phong kỵ binh hạng nặng Thập tự quân, vốn nổi trội trong việc xuyên thủng các đội hình tĩnh. Kỵ binh Fatimid, trang bị giáo và kiếm, thường chờ đợi cuộc tấn công từ kẻ thù thay vì sử dụng chiến thuật cơ động đánh và rút, như những đội quân Hồi giáo khác, chẳng hạn như người Thổ Nhĩ Kỳ. Sự thiếu cơ động này trở thành điểm yếu trước các hiệp sĩ Thập tự chinh, những người mà kỵ binh hạng nặng rất hiệu quả khi đối mặt với các mục tiêu đứng yên.
Những hạn chế quân đội Fatimid đặc biệt rõ ràng khi so sánh với các lực lượng Hồi giáo ở Syria và Lưỡng Hà, nơi sử dụng chiến thuật linh hoạt hơn từ các cung thủ kỵ binh Thổ Nhĩ Kỳ. Người Thổ Nhĩ Kỳ có kỹ năng quấy rối kẻ thù trong khi giữ khoảng cách an toàn, buộc Thập tự quân phải thích nghi với chiến thuật cơ động và khó nắm bắt hơn. Tuy nhiên, quân đội Fatimid hiếm khi sử dụng cung thủ kỵ binh, ngoại trừ trong Trận Ramla lần thứ ba (1105), khi Toghtekin xứ Damascus gửi một đội quân Thổ Nhĩ Kỳ đến hỗ trợ họ.
Sự tương phản chiến lược này dẫn đến việc quân Thập tự chinh có phần coi thường quân đội Ai Cập. Trong khi dè chừng đối với khả năng cơ động cung thủ kỵ binh Thổ Nhĩ Kỳ, thường xem nhẹ hiệu quả các lực lượng Fatimid ít cơ động hơn. Sự tự tin thái quá này đã góp phần vào thất bại quân Thập tự chinh trong Trận Ramla lần thứ hai năm 1102, khi Baldwin gặp phải một thảm họa gần kề. Tuy nhiên, trong hầu hết các cuộc giao tranh, bao gồm cả Trận Ramla lần thứ nhất, quân Thập tự chinh thường giành chiến thắng trước quân Ai Cập.
Chỉ đến khi Saladin nổi lên vào cuối thế kỷ 12, quân Thập tự chinh mới thực sự lo ngại về sức mạnh quân sự Ai Cập. Trước đó, họ coi các đội quân đến từ Syria và Lưỡng Hà là mối đe dọa lớn hơn.